# 工业园区 (冷水滩区)
工业园区，是中华人民共和国湖南省永州市冷水滩区下辖的一个类似乡级单位。

## 行政区划
下辖以下地区：
长冲社区、古塘社区、高塘村和珍珠塘村。